# 若敖族之乱
若敖族之乱，前605年（周定王二年、鲁宣公四年、楚庄王九年）楚国的若敖族针对楚庄王的叛乱，被楚庄王平定。
若敖族是楚国的一支公族，其成员在楚武王至楚庄王时代长期担任军政要职。在楚成王後期到楚庄王前期，楚王与若敖族矛盾开始紧张。前632年（周襄王二十年、鲁僖公二十八年、楚成王四十年），城濮之战楚国败于晋国，出自若敖族的令尹成得臣（子玉）自杀，司马鬬宜申（子西）被贬为商公。前627年（周襄王二十五年、鲁僖公三十三年、楚成王四十五年），令尹鬬勃（子上）和晋军的泜水之战，被太子商臣诬陷，于是楚成王杀死鬬勃。次年，商臣弑父即位后是为楚穆王，鬬宜申意欲谋弑楚穆王未遂被杀。楚穆王去世后，其子楚庄王幼年初立，前613年（周顷王六年、鲁文公十四年、楚庄王元年），鬬克作乱，想要挟持楚庄王，最终被庐戢梨和叔麋诱杀。
鬬㝅於菟（子文）的儿子鬬般（子扬）担任令尹，子文的侄子鬬椒（子越）担任司马。蒍賈出任工正，诬害鬬般，使其被杀。鬬椒成为令尹，蒍賈担任司马。鬬椒讨厌蒍賈，带领了若敖氏的族人把蒍賈囚禁在轑阳，之后杀了他。于是以烝野（今河南省新野县）为基地，准备进攻楚庄王。楚庄王用三代国王的子孙作为人质，鬬椒不接受。楚庄王在漳澨（今湖北省荆门市東宝区）用兵。前605年七月初九日，楚庄王和若敖氏在皋浒（今湖北省南漳县西）作战。鬬椒用箭射楚庄王，力量强，箭镞利，箭飞过车辕，穿过鼓架，射在铜钲上。又射一箭，飞过车辕，透过车盖。楚庄王的兵士开始退却。楚庄王派人在军中扬言：“先君楚文王攻克息国，得到三枝箭，鬬椒偷去两枝，已全用完。”楚庄王下令击鼓进军，就消灭了若敖氏。鬬椒在叛乱中被杀，他的儿子苗贲皇逃到晋国，在三十年後的鄢陵之战中帮助晋国战胜了楚国。若敖族的大部分势力都被消灭。
子文的孙子箴尹鬬克黄出使齐国，楚庄王想起子文治理楚国的功绩，让克黄恢复原来的官职。在楚国若敖族只剩下克黄的後裔，这次事变后，担任过令尹的若敖族只有克黄的曾孙鬬成然一人。